# Суванна Фума
 Суванна Фума  (лаос. ເຈົ້າສຸວັນນະພູມາ, англ.  Souvanna Phouma, Khampeng Souvannaphouma Rattanavongsa ; 7 октября 1901 года, Луанг Прабанг, Протекторат Лаос, Французский Индокитай — 10 января 1984, Вьентьян, Лаосская Народно-Демократическая Республика) — лаосский политический и государственный деятель, глава нейтралистской фракции и неоднократно премьер-министр Лаоса (в 1951 — 1954, 1956 — 1958 и в 1960 — 1975 годах).

## Биография
Принц  Суванна Фума  родился 7 октября 1901 года в Луанг Прабанге. Он был девятым сыном принца Бутхонга и единокровным братом принца Суфанувонга. Начальное образование получил в Ханое. Там же обучался в лицее Альбера Сарро и в Индокитайском университете, высшее образование получил во Франции, где окончил Парижскую школу гражданских инженеров и Энергетический институт в Гренобле. Получил дипломы инженера-архитектора в Париже и инженера-электрика в Гренобле. В 1931 году Суванна Фума вернулся на родину и почти 15 лет проработал на административной и инженерно-технической работе во Французском Индокитае, занимался строительством во Вьентьяне. В 1944—1945 годах был главным инженером Бюро общественных работ Лаоса, затем главным инженером Бюро общественных работ Индокитая.

### Движение «Свободный Лаос»
В конце Второй мировой войны, когда власть Франции над Лаосом ослабла и значительная часть местной элиты выступила за независимость страны, принц Суванна Фума включился в политическую борьбу, поддержав движение «Свободный Лаос». 12 октября 1945 года он занял пост министра общественных работ во временном правительстве принца Кхаммао, в тот же день провозгласившем независимость Лаоса. Однако весной 1946 года движение «Свободный Лаос» потерпело поражение и принц Суванна Фума, вместе с другими его лидерами эмигрировал в Таиланд, спасаясь от сил французского экспедиционного корпуса. Эмигрантский период жизни Суванна Фумы продолжался более трёх лет, пока в «Свободном Лаосе» не произошёл раскол. Группировка принца Кхаммао, члены которой считали, что добиться от Франции расширения автономии можно путём переговоров, исключила из движения принца Суфанувонга и его сторонников, требовавших продолжения вооружённой борьбы. После того как 19 июля 1949 года была подписана Генеральная конвенция, по которой Франция формально признала независимость Лаоса лидеры «Свободного Лаоса» уже не видели смысла продолжать конфронтацию с Вьентьяном и Парижем.

### Возвращение в Лаос. Министр
Осенью того же года начались переговоры между лидерами движения и королевскими властями Лаоса. 30 сентября 1949 года премьер-министр королевского правительства принц Бун Ум, а 6 октября комиссар Французской республики в Лаосе Жан де Раймон направили Суванна Фуме в Таиланд письма с гарантиями полной безопасности вернувшимся членам «Свободного Лаоса». Вскоре правительство Кхаммао и само движение были распущены, и Суванна Фума, как и большинство бывших оппозиционеров, вернулся на родину.
Уже 24 февраля 1950 года Суванна Фума вошёл в первое правительство Фуи Сананикона заняв пост министра общественных работ, планирования, почт и связи. В том же году он вместе с Катаем Сасоритом и принцем Кхаммао стал одним из основателей Национальной прогрессивной партии Лаоса (Лао Као На).

### Премьер-министр Лаоса (1951—1954)
После того, как Национальная прогрессивная партия победила на парламентских выборах 1951 года, принц Суванна Фума 21 ноября 1951 года возглавил правительство Лаоса, продолжавшего оставаться под французским контролем, заняв также пост министра общественных работ и планирования. В последующие годы он совмещал посты министра по вопросам информации, министра сельского хозяйства.
Примирение между королевским двором и лидерами распущенного «Свободного Лаоса» не обеспечило мира в стране. С 1952 года силы Патриотического фронта Лаоса, возглавляемые сводным братом Суванна Фумы принцем Суфанувонгом, развернули в Лаосе масштабную партизанскую войну. Весной при поддержке Демократической Республики Вьетнам они развернули стремительное наступление, заняли ряд провинций и к маю создали непосредственную угрозу внешним опорным пунктам обороны королевской резиденции в Луангпрабанге. Правительство Суванна Фумы направило на ДРВ жалобу в Организацию Объединённых Наций, обвинив её в агрессии. В этой ситуации Франция 3 июля 1953 года заявила о намерении предоставить независимость странам Индокитая и 15 октября в Париже начались франко-лаосские переговоры. 22 октября 1953 года король Сисаванг Вонг и президент Франции Венсан Ориоль подписали Договор о дружбе и сотрудничестве, по которому Франция признавала полную независимость Лаоса, а Суванна Фума и премьер-министр Жозеф Ланьель — дополнительные конвенции в нему. В 1954 году правительство включилось в процесс международного урегулирования в Индокитае, приняв участие в Женевской конференции и подписав Женевские соглашения. Однако вопросы внутрилаосского урегулирования вылились в конфликты внутри правительства. После того, как в сентябре 1954 годы был убит министр обороны Ку Воравонг, кабинет Суванна Фумы пал в результате правительственного кризиса.
20 октября 1954 года покинул пост премьер-министра и вошёл в состав правительства Катая Сасорита в качестве министра национальной обороны и по делам ветеранов войны.

### Снова во главе правительства (1956—1957). Национальное примирение.
После парламентских выборов 1955 года Катай Сасорит в соответствии с процедурой подал в отставку, однако не смог сформировать кабинет, устроивший бы Национальное собрание. 21 марта 1956 года принц Суванна Фума вернулся в кресло премьера. Он также занял посты министра национальной обороны, министра по делам ветеранов, министра иностранных дел и министра информации. Уже в августе он возобновил диалог с Патриотическим фронтом Лаоса и повёл переговоры в Ханое и в Пекине с руководителями Северного Вьетнама и Китайской Народной Республики. 29 сентября 1956 года была утверждена пересмотренная Конституция королевства, утвердившая выход страны из Французского Союза, а 31 октября было подписано соглашение о перемирии между королевской армией и отрядами ПФЛ. Однако 30 мая 1957 года Национальное собрание одобрило в целом результаты переговоров о примирении, однако выразило недовольство их медленным ходом и уступками правительства оппозиции. Суванна Фума подал в отставку.

### Отставка и новый кабинет (1957). Вьентьянские соглашения.
Попытки Катая Сасорита, Бонга Суваннавонга и Фуи Сананикона сформировать кабинет не дали результатов. В начале августа Суванна Фума сформировал новое правительство и завил, что «восстановление единства путём урегулирования проблемы Патет Лао остаётся национальным императивом номер один». 16 сентября смешанные комиссии сторон возобновили работу, а принцы Суванна Фума и Суфанувонг вновь сели за стол переговоров во Вьентьяне. 2 ноября 1957 года были подписаны Вьентьянские соглашения, признававшие Патриотический фронт легальной политической партией с правом парламентской деятельности, запрещавшие репрессии в отношении его членов, провозглашавшие нейтралитет Лаоса и др.

### Правительство национального единства (1957—1958).
19 ноября 1957 года Суванна Фума сформировал правительство национального единства, в которое вошли как лидеры Патриотического фронта Лаоса Суфанувонг и Фуми Вонгвичит, так и лидеры лаосских правых братья Сананиконы и Катай Сасорит. В декабре он посетил провинции Хуапхан и Пхонгсали, ранее контролировавшиеся ПФЛ, и восстановил там королевскую администрацию. 18 февраля 1958 года два батальона сил ПФЛ были включены в состав королевской армии, а на дополнительных парламентских выборах 4 мая Патриотический фронт получил 9 мест в Национальном собрании. Усиление позиций ПФЛ вызвало беспокойство западных держав, что и было заявлено Суванна Фуме во время его поездки в США, Францию и Великобританию в начале 1958 года. Чтобы укрепить существующий режим Суванна Фума пошёл на блокирование с правыми. 13 июня 1958 года его партия и партия Фуи Сананикона объединились в партию Объединение народа Лаоса (Лао Лум Лао). Суванна Фума возглавил её в качестве председателя. 19 июля он объявил о выполнении Женевских соглашений 1954 года, и вскоре Международная контрольная комиссия прервала свою работу на неопределённое время. Через четыре дня, 23 июля, кабинет Суванна Фумы ушёл в отставку в соответствии с процедурой после утверждения результатов выборов в Национальное собрание. Король вновь поручил принцу формирование кабинета, однако парламент решительно отверг его кандидатуру. Обвинённый в пособничестве коммунистам и сговоре со своим сводным братом Суфанувонгом, Суванна Фума четыре месяца был не у дел, пока в ноябре 1958 года его не отправили послом во Францию. Тем не менее, он формально оставался лидером партии Объединение народа Лаоса, оппозиционной правительству Тяо Сомсанита, пришедшего к власти в 1960 году.

### Переворот 1960 года. Правительство нейтралистов (1960—1962).
Суванна Фума неожиданно вернулся на родину весной 1960 года и был избран председателем Национального собрания Лаоса. За время его отсутствия Лаос пережил крах национального примирения, военный переворот и возобновление масштабной гражданской войны. Находившиеся у власти правые правительства делали ставку на военное решение проблемы ПФЛ с опорой на широкую американскую военную и экономическую помощь, однако далеко не все считали этот курс перспективным.
Ночью на 9 августа 1960 года парашютный батальон капитана Конга Ле совершил переворот во Вьентьяне, ликвидировав парламентский режим правых партий. Лидеры переворота убедили нового короля Саванга Ваттханну назначить Суванна Фуму, который считался сторонником нейтралитета страны и национального примирения, главой правительства. Однако в те же дни сторонник правых генерал Фуми Носаван поднял восстание в Саваннакхете и Лаос оказался расколотым на три зоны. Долгие переговоры сторон не дали результатов, а союз Суванна Фумы с Патриотическим фронтом Лаоса, заключённый в ноябре, вопреки ожиданиям не склонил чашу весов в его пользу. 8 декабря 1960 года во Вьентьяне произошёл третий в истории независимого Лаоса военный переворот, и правительство Суванна Фумы было фактически свергнуто полковником Купраситом Абхаем, который потребовал от премьера добиться согласия с Саваннакхетом. На следующий день принц Суванна Фума вылетел в Камбоджу, передав власть генералу Паттамавонгу, но не сложил полномочия премьер-министра.

### Премьер в изгнании. Гражданская война и Женевское совещание.
Захват власти во Вьентьяне Бун Умом резко сместил политические позиции Суванна Фумы влево. 22 февраля 1961 года принц прибыл из Пномпеня в районы, контролировавшиеся Патриотическим фронтом Лаоса и уже на следующий день заключил союз со своим свои сводным братом Суфанувонгом. Теперь риторика Суванна Фумы стала антиамериканской и едва ли не антиимпериалистический. Уже в январе 1961 года он заявил: 
«С самого начала Соединённые Штаты противились единственно реальному решению, возможному для Лаоса, - созданию правительства национального единства, включавшего движение Патет-Лао. Они делали всё от них зависящее, чтобы помешать включению Патет-Лао в правительство в 1957 году, а когда, несмотря на их усилия,  мне удалось сделать это, Соединённые Штаты продолжили саботаж»
. В марте-апреле он посетил СССР, КНР, Индию, Францию, Объединённую Арабскую Республику и ряд других стран, заручившись их поддержкой. Суванна Фума заявлял: «Мы хотим прекращения огня, невмешательства со стороны иностранцев, так как внутренние проблемы могут быть решены самим народом».

16 мая под нажимом СССР было созвано Женевское совещание по урегулированию лаосского вопроса. 6 июня 1961 года Суванна Фума заявил в Москве: 
Если все нации так же искренне, как Советский Союз поймут, что для Лаоса необходимо проводить нейтральную политику, если все руководители, все нации, которые присутствуют на Женевском совещании, будут решать этот вопрос без задней мысли, то в данном случае мы быстро решим эту проблему, которая волнует всех лаосцев».
 Суванна Фума, Суфанувонг и Бун Ум провели несколько встреч и вынуждены были договориться о совместном управлении страной. 9 октября после переговоров в Намоне и Хинхепе три принца предложили королю кандидатуру Суванна Фумы на пост коалиционного правительства и 18 октября 1961 года король её утвердил. Однако принц Бун Ум не собирался отдавать столицу коалиции коммунистов и нейтралистов, переговоры были перенесены в Женеву, гражданская война возобновилась. Только 12 июня 1962 года три принца всё-таки договорились Кханхае о составе правительства национального единства.

### Фасад национального единства
24 июня 1962 года вступило в свои права коалиционное Правительство национального единства Лаоса, в которое вошли представители всех трёх противоборствующих группировок. Кроме поста премьер-министра Суванна Фума занял в нём посты министра национальной обороны, по делам ветеранов войны и социальных дел. Военные действия были прекращены. 9 июля оно заявило о нейтралитете Лаоса, что было закреплено в Декларации о суверенитете Лаоса и протоколе к Декларации, принятых на заключительном заседании Женевского совещания 23 июля 1963 года. Но примирение и на этот раз было недолгим. После убийства министра иностранных дел Кинима Фолсены 1 апреля 1963 года Суфанувонг и другие представители ПФЛ покинули Вьентьян, что усилило позиции правых. 19 апреля 1964 года Купрасит Абхай вновь совершил военный переворот во Вьентьяне и Суванна Фума, несмотря на осуждение переворота королём, теперь был вынужден сместить свою политическую позицию вправо.
Он вывел из кабинета нейтралистов, выступавших за сотрудничество с ПФЛ, и 2 мая объявил о слиянии правой и нейтралистской группировок. С 17 мая 1964 года военная авиация США начала бомбардировки «освобождённой зоны» Лаоса, оставшейся под контролем Патриотического фронта. Лаос втягивался во Вьетнамскую войну США, охватившую все три страны Индокитая. Патриотический фронт Лаоса теперь отказывался считать правительство Суванна Фумы правительством национального единства и не признавал результаты парламентских выборов 1965 и 1967 годов. После реорганизации в июне 1967 года правительство окончательно утратило трёхсторонний характер.
После 1962 года Суванна Фума возглавлял правительство во Вьентьяне ещё 12 лет, однако контроль над столицей ещё не означал контроля над всем Лаосом. К 1970 году почти вся территория страны контролировалась силами ПФЛ (при активной поддержке армии Северного Вьетнама), а власть Суванна Фумы распространялась лишь на узкую полосу вдоль реки Меконг. Летом 1972 года Суванна Фума, несмотря на сопротивление правых, был вынужден пойти на переговоры с Патриотическим фронтом Лаоса. 14 октября того же года во Вьентьян для переговоров прибыла делегация ПФЛ во главе с Пхуном Сипасетом и 21 февраля 1973 года были подписаны вторые Вьентьянские соглашения по восстановлению мира в Лаосе. В октябре 1973 года части ПФЛ вступили во Вьентьян и Луангпхабанг, объявленные нейтрализованными. 4 апреля 1974 года Суванна Фума подал королю прошение об отставке.

### Конец монархии
5 апреля 1974 года принц Суванна Фума возглавил Временное правительство национального единства с участием ПФЛ. Теперь власть в стране постепенно переходила в руки Народно-революционной партии Лаоса, составлявшей основу ПФЛ. К осени 1975 года она фактически контролировала всю страну. 2 декабря 1975 года монархия была упразднена Суванна Фума был заменён на посту премьера генеральным секретарём НРПЛ Кейсоном Фомвиханом и назначен его советником.

### Последние годы
Остаток жизни престарелый Суванна Фума провёл в своём доме на берегу Меконга и, как утверждают, Кейсон Фомвихан нередко его посещал.
 Суванна Фума  скончался 10 января 1984 года во Вьентьяне и был похоронен с высшими почестями.

## Зарубежные поездки
- В феврале 1963 года сопровождал короля Шри Саванга Ваттхану во время его визита в СССР[33].
- США — сентябрь-октябрь 1971 года;
- Франция и Великобритания — октябрь 1971 года[44]